# Dieter Stirn
Dieter Stirn (* 31. Mai 1961) ist ein ehemaliger deutscher Fußballspieler.

## Sportlicher Werdegang
Stirn entstammt der Jugend des VfB Stuttgart. Ende der 1970er Jahre rückte er als Ersatztorhüter hinter Siegfried Grüninger in die von Willi Entenmann trainierte Amateurmannschaft des schwäbischen Bundesligisten auf und kam in der Spielzeit 1979/80 zu seinen ersten Einsätzen in der Oberliga Baden-Württemberg. Am Ende der Spielzeit wurde er mit der Mannschaft um İlyas Tüfekçi, Rainer Adrion, Robert Birner und Etepe Kakoko Oberliga-Meister, die Mannschaft – da als Reservemannschaft nicht aufstiegsberechtigt – nahm anschließend an der Deutschen Amateurmeisterschaft 1980 teil. Dort erreichte sie ohne sein Zutun das Endspiel gegen den FC Augsburg, in dem sie mit 2:1 obsiegte.
Später wechselte Stirn zum VfR Aalen in die Verbandsliga Württemberg, anschließend spielte er beim Ligarivalen TSB Schwäbisch Gmünd. Als dieser 1986 in die Landesliga Württemberg abstieg, wechselte er zu der ebenfalls in der Landesliga spielenden Reservemannschaft des SSV Ulm 1846. Dort rückte er später zum Ersatztorwart der in der 2. Bundesliga spielenden Profimannschaft auf. Am 7. November 1987 debütierte er im Profifußball, als er bei der 0:1-Auswärtsniederlage beim SV Darmstadt 98 den verletzten Thomas Richter Mitte der ersten Halbzeit ersetzte. In seinem zweiten Ligaspiel kassierte er bei der 0:8-Heimniederlage gegen die Stuttgarter Kickers acht Gegentore, in den zwei folgenden Spielen trafen die Gegner jeweils viermal. Anschließend übernahm Karsten Krannich den Platz zwischen den Pfosten, ehe Richter wieder zurückkehrte.
Nach dem anschließenden Abstieg in die Oberliga Baden-Württemberg verpflichteten die Ulmer mit Waldemar Cimander einen neuen Torhüter, dennoch kam Stirn in der letztlich mit dem sechsten Tabellenplatz und damit eher enttäuschend abgeschlossenen Spielzeit 1988/89 noch zu zehn Drittliga-Einsätzen. Damit verabschiedete er sich vom höherklassigen Fußball.